# كارلا كلاريتش
كارلا كلاريتش ( مواليد 5 سبتمبر 1994 زغرب ، كرواتيا ) هي لاعبة كرة طائرة كرواتية دولية لعبت لصالح كرواتيا . 

## مهنة
شاركت في بطولة العالم للسيدات للكرة الطائرة 2014 FIVB في إيطاليا ،  2015 بطولة أوروبا للكرة الطائرة للسيدات ،  و 2016 سباق الجائزة الكبرى العالمي للكرة الطائرة . 

## الأندية
| النادي                   | من عند    | إلى       |
| ------------------------ | --------- | --------- |
| كرواتيا هوك Mladost      |           | 2010-2011 |
| سويسرا VBC Voléro Zurich | 2011-2012 | 2013-2014 |
| رومانيا CSM Bucureşti    | 2014-2015 | 2014-2015 |
| فرنسا ASPTT مولهاوس      | 2015-2016 | 2015-2016 |
| رومانيا CSU ترجو موريش   | 2016-2017 | 2016-2017 |
| ليختنشتاين VBC غالينا    | 2017-2018 | ...       |

## روابط خارجية
- "Karla Klaric". Dominique Schreckling's Photography. مؤرشف من الأصل في 2019-12-12. اطلع عليه بتاريخ 2018-02-08.